# 同質與異質
同質（Homogeneity ）與異質（Heterogeneity）係一對科學與統計學中常用的對一種生物組織或物質的均勻性進行描述的概念。如果一種材料或一幅圖像具有同質性（或者說是同質的），那麼它就是由同樣的單元堆砌而成的，或者它各部分的特徵（如顏色、形狀、大小、重量、高度、分佈、質地、語言、收入、疾病、溫度、放射性、架構設計等）都是相同的。相對的，如果一種物質至少一種特徵的分佈明顯不均勻，那麼它就具有異質性。
英語中的同質與異質（homogeneous and heterogeneous）分別來自中世紀拉丁語中的homogeneus和heterogeneus兩個單詞。後面兩個單詞又來源於兩個古希臘語的單詞「ὁμογενής」（homogenēs）與「ἑτερογενής」（heterogenēs），它們分別由ὁμός（homos，意爲「相同」）和ἕτερος（heteros，意爲「不同」）兩個前綴以及統一的後綴「γένος」（genos，意爲「種」）組成。